# Sekwana
Sekwana (fr. Seine, łac. Sequana) – rzeka w północnej Francji. Jej długość wynosi 774,8 km, a powierzchnia dorzecza 78,5 tys. km².

## Geografia
Sekwana swoje źródła ma na Wyżynie Langres. W górnym biegu Sekwana płynie w wąskiej i głębokiej dolinie, zaś w środkowym dolnym – w szerokiej dolinie o stromych zboczach. Uchodzi w formie estuarium do Zatoki Sekwany koło Hawru (La Manche). Głównym miastem, przez które przepływa Sekwana, jest Paryż, poza tym Rouen i Hawr. Statki morskie mogą dopłynąć Sekwaną do Rouen. Kanałami połączona jest z rzekami: Skalda, Sambra, Moza, Ren, Saona i Loara.
Rzeka przepływa przez obszar 13 departamentów. Są to Aube, Côte-d’Or, Eure, Marna, Paryż, Sekwana Nadmorska, Sekwana i Marna, Yvelines, Essonne, Hauts-de-Seine, Sekwana-Saint-Denis, Dolina Marny oraz Dolina Oise.
Ponadto Sekwana przepływa przez teren 333 gmin i są to:
AubeMussy-sur-Seine, Gyé-sur-Seine, Plaines-Saint-Lange, Courteron, Neuville-sur-Seine, Buxeuil, Polisy, Polisot, Bar-sur-Seine, Merrey-sur-Arce, Bourguignons, Fouchères, Virey-sous-Bar, Chappes, Courtenot, Saint-Parres-lès-Vaudes, Villemoyenne, Saint-Thibault, Clérey, Verrières, Buchères, Bréviandes, Saint-Julien-les-Villas, Troyes, La Chapelle-Saint-Luc, Barberey-Saint-Sulpice, Saint-Mesmin, Vallant-Saint-Georges, Savières, Saint-Lyé, Payns, Rilly-Sainte-Syre, Sainte-Maure, Lavau, Nogent-sur-Seine, Le Mériot, La Motte-Tilly, Courceroy, Saint-Oulph, Méry-sur-Seine, Droupt-Sainte-Marie, Marnay-sur-Seine, Pont-sur-Seine, Périgny-la-Rose, Crancey, Romilly-sur-Seine, Maizières-la-Grande-Paroisse
Côte-d’OrBaigneux-les-Juifs, Poiseul-la-Ville-et-Laperrière, Orret, Oigny, Chanceaux, Billy-lès-Chanceaux, Quemigny-sur-Seine, Duesme, Aisey-sur-Seine, Saint-Marc-sur-Seine, Brémur-et-Vaurois, Bellenod-sur-Seine, Buncey, Ampilly-le-Sec, Chamesson, Nod-sur-Seine, Gomméville, Noiron-sur-Seine, Pothières, Charrey-sur-Seine, Sainte-Colombe-sur-Seine, Étrochey, Villers-Patras, Vix, Châtillon-sur-Seine, Montliot-et-Courcelles, Poncey-sur-l’Ignon, Source-Seine
Dolina OiseVétheuil, Herblay, La Roche-Guyon, Cormeilles-en-Parisis, Bezons, Argenteuil
YvelinesMoisson, Mousseaux-sur-Seine, Saint-Martin-la-Garenne, Follainville-Dennemont, Vaux-sur-Seine, Conflans-Sainte-Honorine, Juziers, Meulan-en-Yvelines, Gargenville, Mantes-la-Jolie, Gommecourt, Port-Villez, Jeufosse, Limetz-Villez, Bennecourt, Rosny-sur-Seine, Freneuse, Rolleboise, Méricourt, Guernes, Bougival, Mantes-la-Ville, Limay, Guerville, Porcheville, Issou, Epône, Aubergenville, Flins-sur-Seine, Les Mureaux, Verneuil-sur-Seine, Médan, Villennes-sur-Seine, Triel-sur-Seine, Poissy, Carrières-sous-Poissy, Andrésy, Achères, Le Pecq, Le Port-Marly, Le Mesnil-le-Roi, Croissy-sur-Seine, Montesson, Chatou, Maisons-Laffitte, Sartrouville, Carrières-sur-Seine
EureVillers-sur-le-Roule, Bernières-sur-Seine, Tosny, La Roquette, Bouafles, Le Thuit, Les Andelys, Vézillon, Saint-Marcel, Vernon, Gaillon, Saint-Pierre-la-Garenne, Saint-Pierre-d’Autils, Saint-Just, Notre-Dame-de-l’Isle, Pressagny-l’Orgueilleux, Martot, Criquebeuf-sur-Seine, Pont-de-l’Arche, Les Damps, Val-de-Reuil, Poses, Amfreville-sous-les-Monts, Porte-Joie, Tournedos-sur-Seine, Herqueville, Connelles, Muids, Andé, Saint-Pierre-du-Vauvray, Venables, Vironvay, Heudebouville, Port-Mort, Aubevoye, Courcelles-sur-Seine, Alizay, Le Manoir, Igoville, Pîtres, Caumont, Le Landin, Saint-Samson-de-la-Roque, Trouville-la-Haule, Marais-Vernier, Barneville-sur-Seine, Berville-sur-Mer, Aizier, Vieux-Port
Sekwana NadmorskaElbeuf, Saint-Aubin-lès-Elbeuf, Caudebec-lès-Elbeuf, Saint-Pierre-lès-Elbeuf, Orival, Freneuse, Cléon, Sotteville-sous-le-Val, Tourville-la-Rivière, Oissel, Grand-Couronne, Moulineaux, La Bouille, Gouy, Sahurs, Hautot-sur-Seine, Saint-Étienne-du-Rouvray, Belbeuf, Petit-Couronne, Val-de-la-Haye, Mauny, Saint-Pierre-de-Manneville, Quevillon, Le Grand-Quevilly, Amfreville-la-Mi-Voie, Yville-sur-Seine, Sotteville-lès-Rouen, Le Mesnil-sous-Jumièges, Jumièges, Canteleu, Vatteville-la-Rue, Bardouville, La Mailleraye-sur-Seine, Saint-Martin-de-Boscherville, Anneville-Ambourville, Heurteauville, Petiville, Saint-Maurice-d’Ételan, Yainville, Hénouville, Berville-sur-Seine, Norville, Le Trait, Tancarville, Duclair, Notre-Dame-de-Gravenchon, Lillebonne, Notre-Dame-de-Bliquetuit, Saint-Jean-de-Folleville, Saint-Nicolas-de-Bliquetuit, Saint-Pierre-de-Varengeville, Villequier, Rouen, Bonsecours, Caudebec-en-Caux, Saint-Wandrille-Rançon
Hauts-de-SeineSèvres, Meudon, Issy-les-Moulineaux, Saint-Cloud, Suresnes, Boulogne-Billancourt, La Frette-sur-Seine, Nanterre, Colombes, Puteaux, Courbevoie, Gennevilliers, Neuilly-sur-Seine, Asnières-sur-Seine, Levallois-Perret, Clichy
Dolina MarnyIvry-sur-Seine, Vitry-sur-Seine, Charenton-le-Pont, Choisy-le-Roi, Alfortville, Villeneuve-Saint-Georges, Orly, Villeneuve-le-Roi, Ablon-sur-Seine
Paryż1. dzielnica, 4. dzielnica, 7. dzielnica, 8. dzielnica, 12. dzielnica, 13. dzielnica, 16. dzielnica
MarnaClesles, Esclavolles-Lurey, Conflans-sur-Seine, Marcilly-sur-Seine, Saint-Just-Sauvage
Sekwana i MarnaSaint-Germain-Laval, Marolles-sur-Seine, Châtenay-sur-Seine, La Tombe, Gravon, Balloy, Bazoches-lès-Bray, Saint-Sauveur-lès-Bray, Mouy-sur-Seine, Mousseaux-lès-Bray, Bray-sur-Seine, Jaulnes, Villenauxe-la-Petite, Fontainebleau, Bois-le-Roi, Chartrettes, Avon, Samois-sur-Seine, Fontaine-le-Port, Vulaines-sur-Seine, Samoreau, Héricy, Thomery, Veneux-les-Sablons, Champagne-sur-Seine, Écuelles, Saint-Mammès, Vernou-la-Celle-sur-Seine, La Grande-Paroisse, Varennes-sur-Seine, Montereau-Fault-Yonne, La Rochette, Livry-sur-Seine, Boissise-le-Roi, Dammarie-les-Lys, Vaux-le-Pénil, Saint-Fargeau-Ponthierry, Boissettes, Boissise-la-Bertrand, Melun, Le Mée-sur-Seine, Villiers-sur-Seine, Noyen-sur-Seine, Vimpelles, Grisy-sur-Seine, Nandy, Seine-Port
EssonneCorbeil-Essonnes, Le Coudray-Montceaux, Morsang-sur-Seine, Saintry-sur-Seine, Évry, Saint-Germain-lès-Corbeil, Ris-Orangis, Étiolles, Soisy-sur-Seine, Grigny, Viry-Châtillon, Draveil, Athis-Mons, Juvisy-sur-Orge
Sekwana-Saint-DenisL’Île-Saint-Denis, Saint-Ouen

## Hydrologia
Uśredniony roczny przepływ rzeki wynosi 483,0 m³/s. Pomiary były przeprowadzone na przestrzeni ostatnich 36 lat w miejscowości Poissy. Największy przepływ notowany jest w lutym (811,0 m³/s), a najmniejszy w sierpniu – 250,0 m³/s.

## Dopływy
Sekwana ma wiele opisanych dopływów. Są to między innymi:
| - Ruisseau de Creux Moreau - Ruisseau du Feu - Ruisseau de Jugny - Ruisseau de la Font - Revinson - Brevon - Rivière de Courcelles - Noue Rot - Laignes - Ource - Arce - Hozain - Hurande - Barse - Tirva - Rivière du Pont la Bique - Noue du Petit Bois - Melda - Ruisseau des Fontaines - Rivière de Beauregard - Noue des Fourchus | - Ruisseau des Moulins de Poussey - Aube - Ruisseau de Potangis - Ruisseau des Gues - Ardusson - Rivière Noue des Nageoires - Orvin - Vieil Orvin - Resson - Grande Noue - Ruisseau des Meances - Voulzie - Auxence - Noue - Yonne - Loing - Ecole - Essonne - Orge - Yerres - Marna | - Ruisseau de Longchamp - Oise - Vaucouleurs - Lorionne - Epte - Ruisseau de Saint-Ouen - Cambon - Andelle - Eure - Oison - Austreberthe - Rancon - Rivière Sainte-Gertrude - Hannetot - Theluet - Rivière du Commerce - Brouisseresse - Risle - Morelle - Ruisseau de Vasouy - Ruisseau de Barneville |

## Jakość wód
Ze względu na fakt, iż w zlewni Sekwany znajduje się 40% francuskich zakładów przemysłowych, zaś wzdłuż 66% długości samej rzeki znajdują się tereny uprawne – liczba potencjalnych źródeł zanieczyszczeń jest znaczna. Wskutek tego, już w latach 60. XX w. rzekę ogłoszono „biologicznie martwą”; w latach 70. XX wieku w rzece żyły jedynie 3 gatunki ryb.
Stan wód dodatkowo pogarszają okresowe przepływy nieoczyszczonych ścieków paryskich – dochodzi do tego na przykład w sytuacji, gdy system ponad 2 tys. km podparyskich tuneli, korytarzy i kanałów zalewają długotrwałe ulewy. Następują podtopienia i przelanie kanalizacji do rzeki. Te i inne mechanizmy (np. obecność szczurów w kanalizacji i na brzegach rzeki) powodują wysoki poziom zagrożenia mikrobiologicznego np. bakteriami Coli, enterokokami, paciorkowcami czy krętkami odzwierzęcymi.
W celu poprawy sytuacji, począwszy od lat 80. XX wieku, kolejne rządy Francji prowadzą konsekwentny program oczyszczania rzeki. W ramach akcji powstało już ok. 500 oczyszczalni, prowadzi się także np. akcje edukacyjne wśród rolników, których gospodarka jest źródłem zanieczyszczenia azotanami i pestycydami. Jakość wody powoli się poprawia. Zaobserwowano np. powrót 20 (w 2023 już 36) endemicznych gatunków ryb w okolicach Paryża. Organizacja SIAPP ogłosiła, iż rzeka jest „najczystsza od 40 lat”. Niemniej, utrzymuje się wysoki poziom związków azotu, pewne ilości metali ciężkich, oraz m.in. znaczne ilości bifenyli polichlorowanych. Te ostatnie związki – używane m.in. w przemyśle elektrotechnicznym lub jako dodatki do farb – akumulują się w organizmach ryb (w związku z tym ocenia się, że mięso 70% ryb z Sekwany jest szkodliwe – stan na 2010 r.).
Kąpiel w rzece jest zabroniona od 1923 (dla okolic Paryża). Rząd ustanowił ambitny program umożliwienia bezpiecznej kąpieli w Sekwanie do 2024 na potrzeby Igrzysk Olimpijskich w Paryżu i udostępnienie rzeki do kąpieli w stolicy w 2025.